# Aurora Charlotta Skjöldebrand
Aurora Charlotta Skjöldebrand, född 2 januari 1819 i Stockholm, död 16 januari 1907 i Julita församling, Södermanlands län, var en svensk friherrinna och hovfröken.

## Biografi
Aurora Charlotta Skjöldebrand föddes 1819 i Stockholm. Hon var dotter till statsrådet Anders Fredrik Skjöldebrand och överhovmästarinnan Charlotta Ennes. Skjöldebrand blev 1 december 1836 hovfröken hos kronprinsessan och 8 mars 1844 hovfröken hos drottningen. Hon avled 1907 på Fogelstad i Julita socken och begravdes i Floda kyrka.

### Familj
Skjöldebrand gifte sig 8 juni 1848 på Tullgarns slott med landshövdingen friherre Åkerhielm af Margaretelund.